# Ocnița (Dâmbovița)
Pour les articles homonymes, voir Ocnița.
Ocnița est une commune du județ de Dâmbovița en Roumanie.